# Le Tanu
Le Tanu ist eine französische Gemeinde mit 421 Einwohnern (Stand: 1. Januar 2022) im Département Manche in der Region Normandie. Sie gehört zum Kanton Villedieu-les-Poêles-Rouffigny und zum Arrondissement Avranches.
Nachbargemeinden sind La Haye-Pesnel im Nordwesten, Champrepus im Norden, La Lande-d'Airou im Nordosten, Bourguenolles im Südosten, Sainte-Pience und Le Luot im Süden, La Mouche im Südwesten und La Lucerne-d'Outremer im Westen.

## Bevölkerungsentwicklung
| Jahr      | 1962 | 1968 | 1975 | 1982 | 1990 | 1999 | 2008 | 2018 |
| --------- | ---- | ---- | ---- | ---- | ---- | ---- | ---- | ---- |
| Einwohner | 299  | 268  | 279  | 265  | 260  | 273  | 336  | 405  |

## Sehenswürdigkeiten
- Kirche Saint-Jean-Baptiste im Weiler Noirpalu
- Kirche Notre-Dame

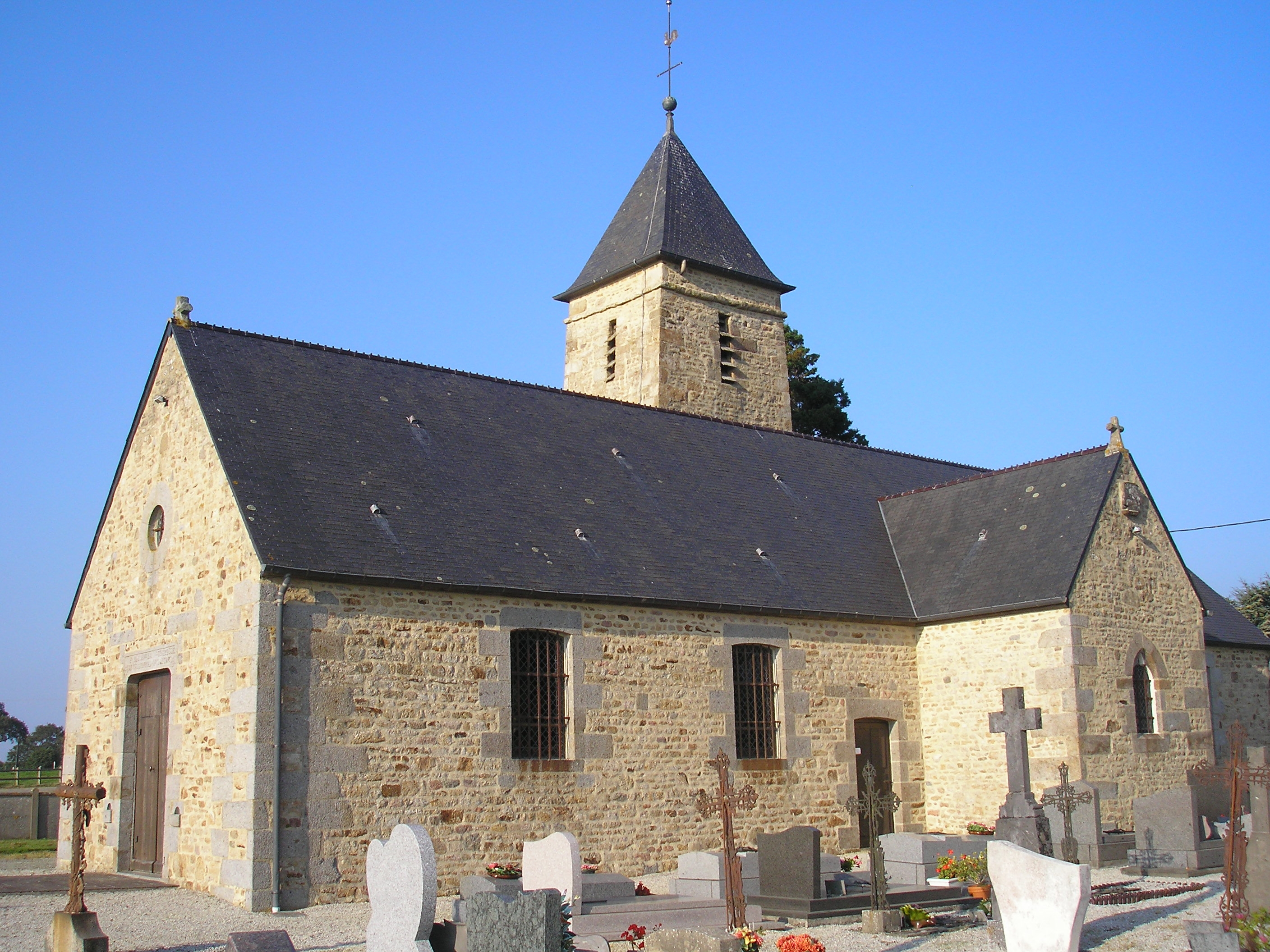
Kirche Saint-Jean-Baptiste
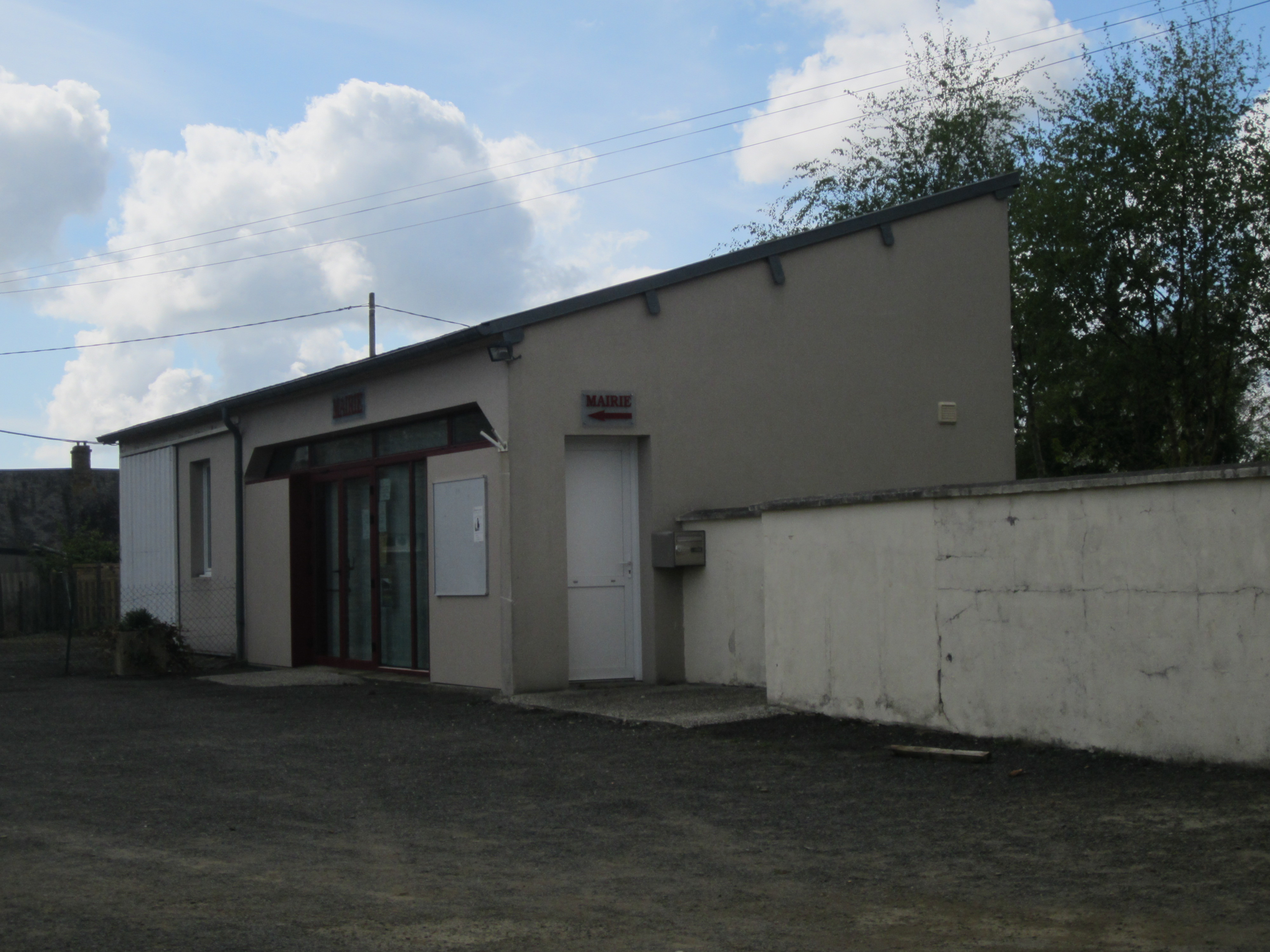
Mairie Le Tanu
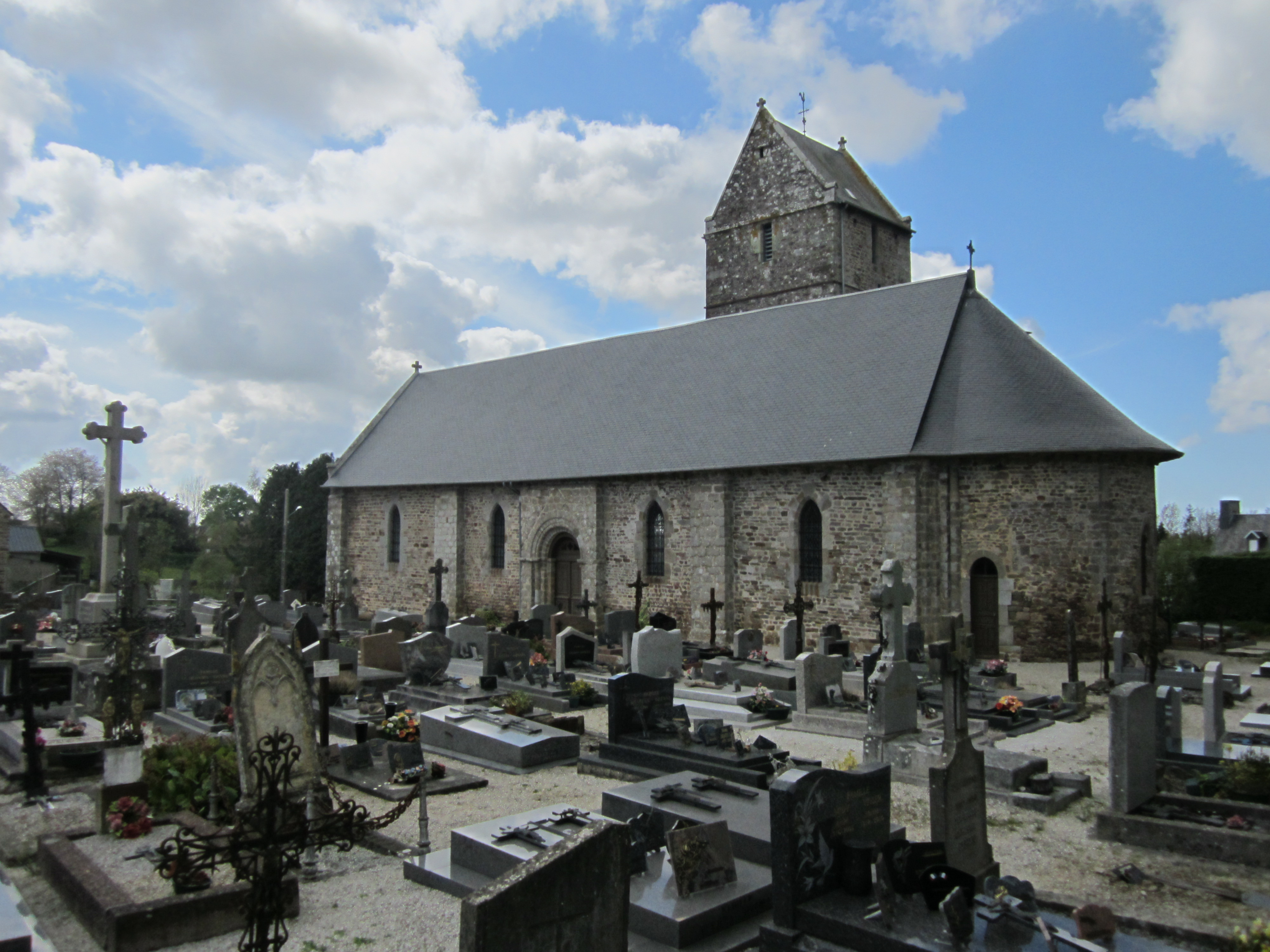
Kirche Notre-Dame